# Liste der Baudenkmäler in Oerlenbach
Auf dieser Seite sind die Baudenkmäler in der unterfränkischen Gemeinde Oerlenbach zusammengestellt. Diese Tabelle ist eine Teilliste der Liste der Baudenkmäler in Bayern. Grundlage ist die Bayerische Denkmalliste, die auf Basis des Bayerischen Denkmalschutzgesetzes vom 1. Oktober 1973 erstmals erstellt wurde und seither durch das Bayerische Landesamt für Denkmalpflege geführt wird. Die folgenden Angaben ersetzen nicht die rechtsverbindliche Auskunft der Denkmalschutzbehörde.

## Ortsbefestigung Ebenhausen
Reste der Ortsmauer, Quader- und Bruchsteinmauerwerk, im westlichen Verlauf mit integrierter Burgbefestigung mit Turmresten, dort in Abschnitten noch ca. 2 m hoch erhalten, spätmittelalterlich, nach 1353. Aktennummer: D-6-72-140-61.
Mauerzüge befinden sich bei:
Hennebergstraße 5 (Lage), Ramsthaler Straße 1 a (Lage), Schloßstraße 18 (Lage)

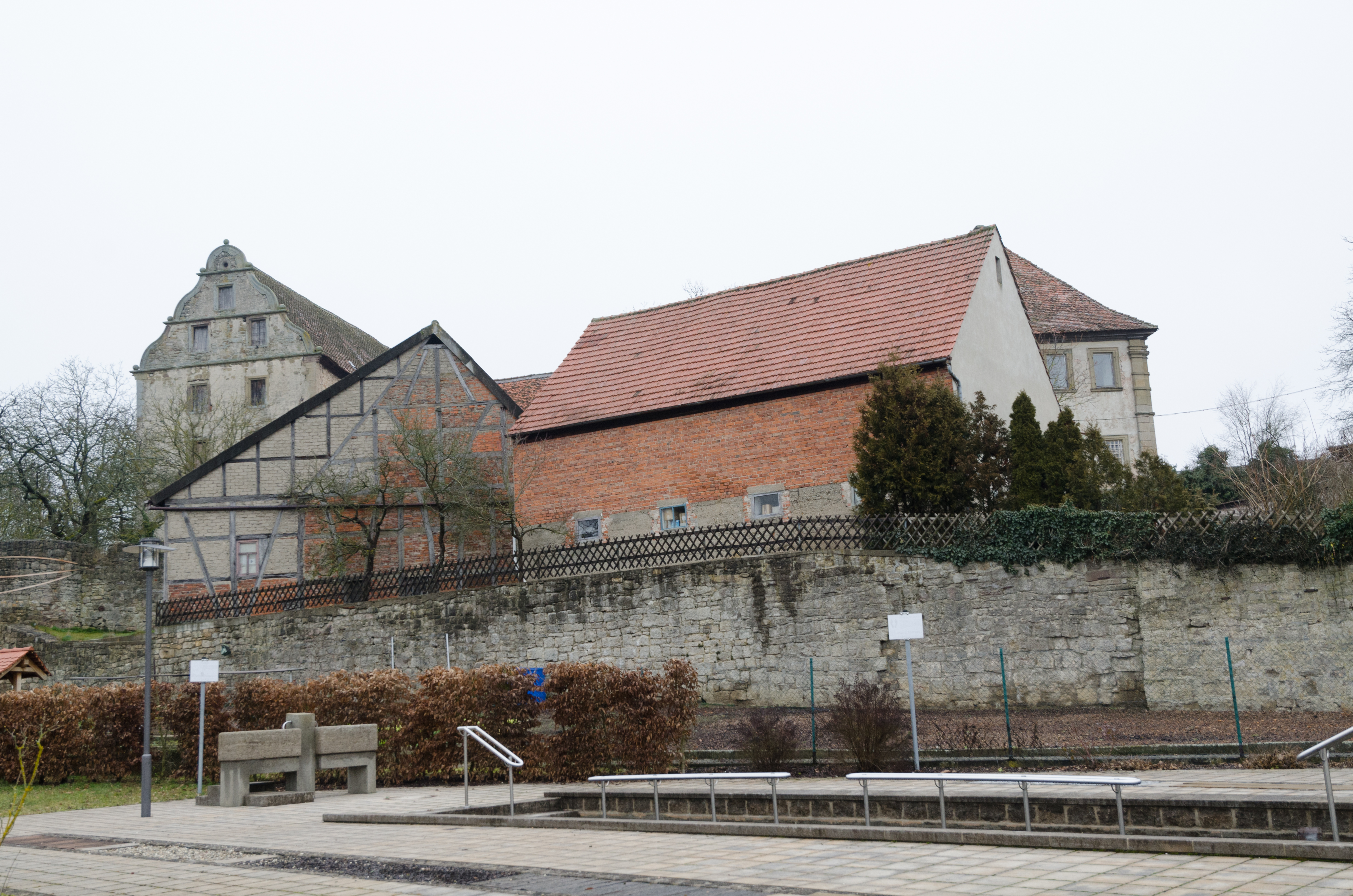
Ortsmauer südlich des Schlosses
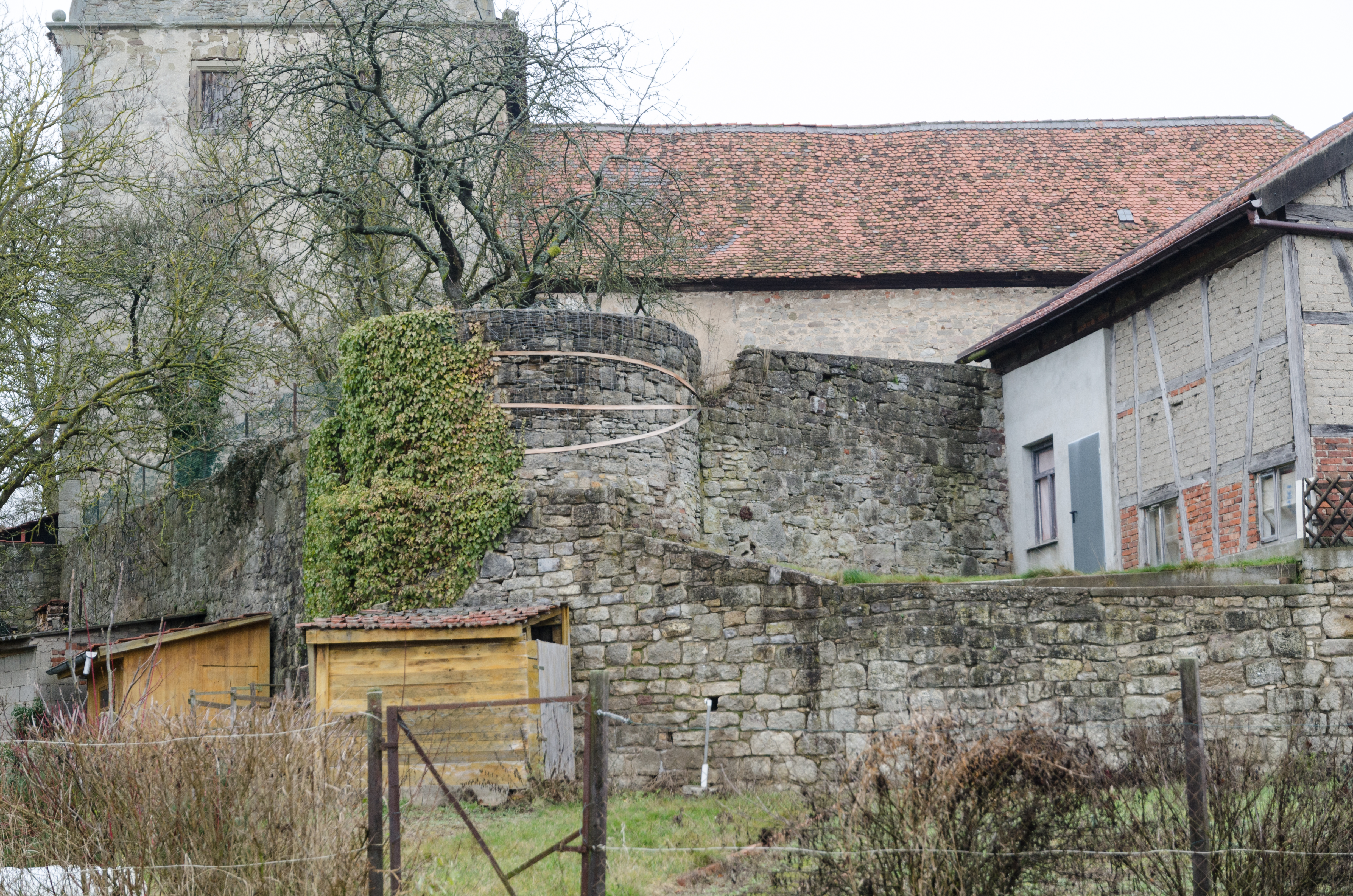
Ortsmauer südwestlich des Schlosses
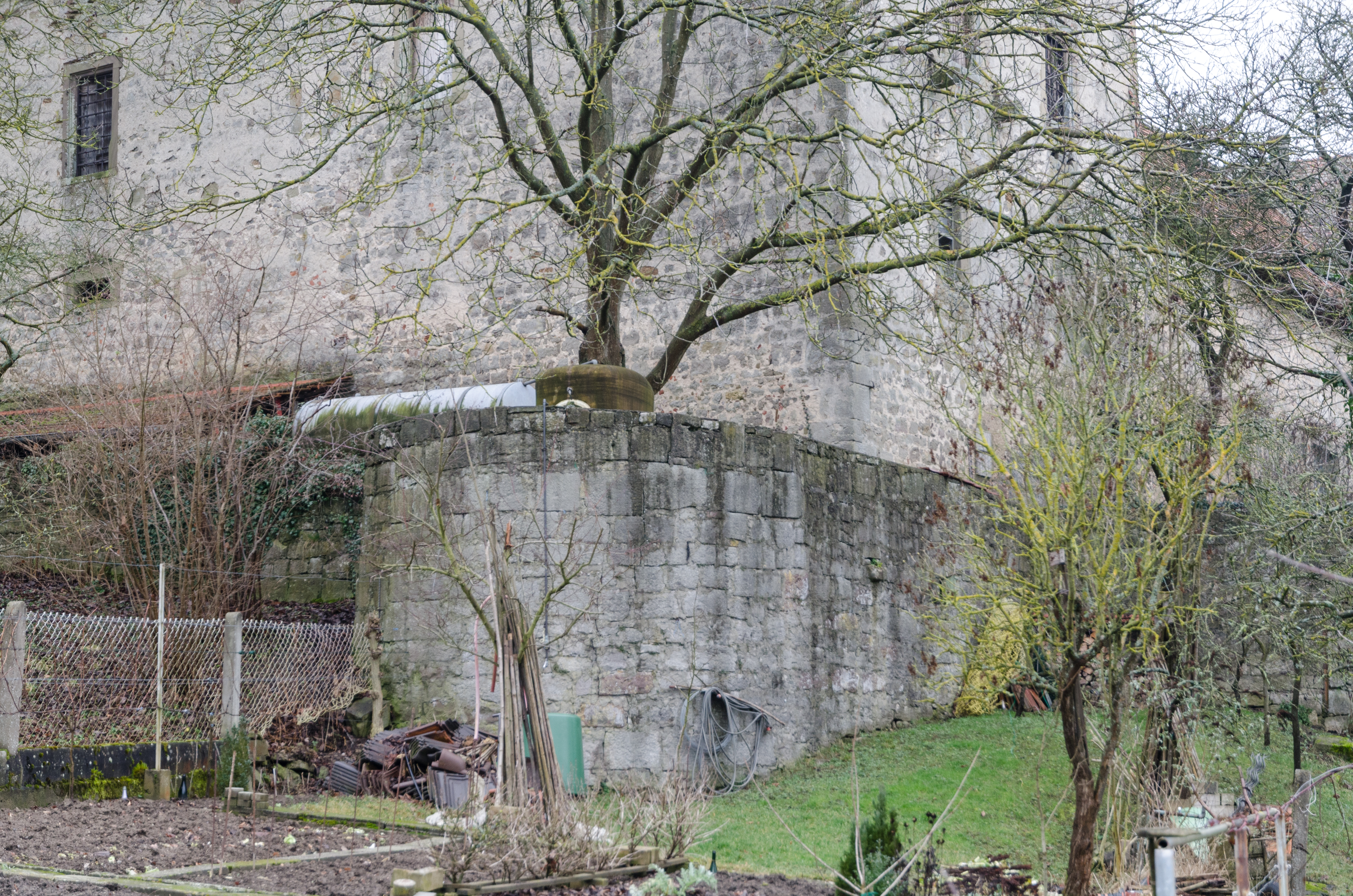
Ortsmauer südwestlich des Schlosses
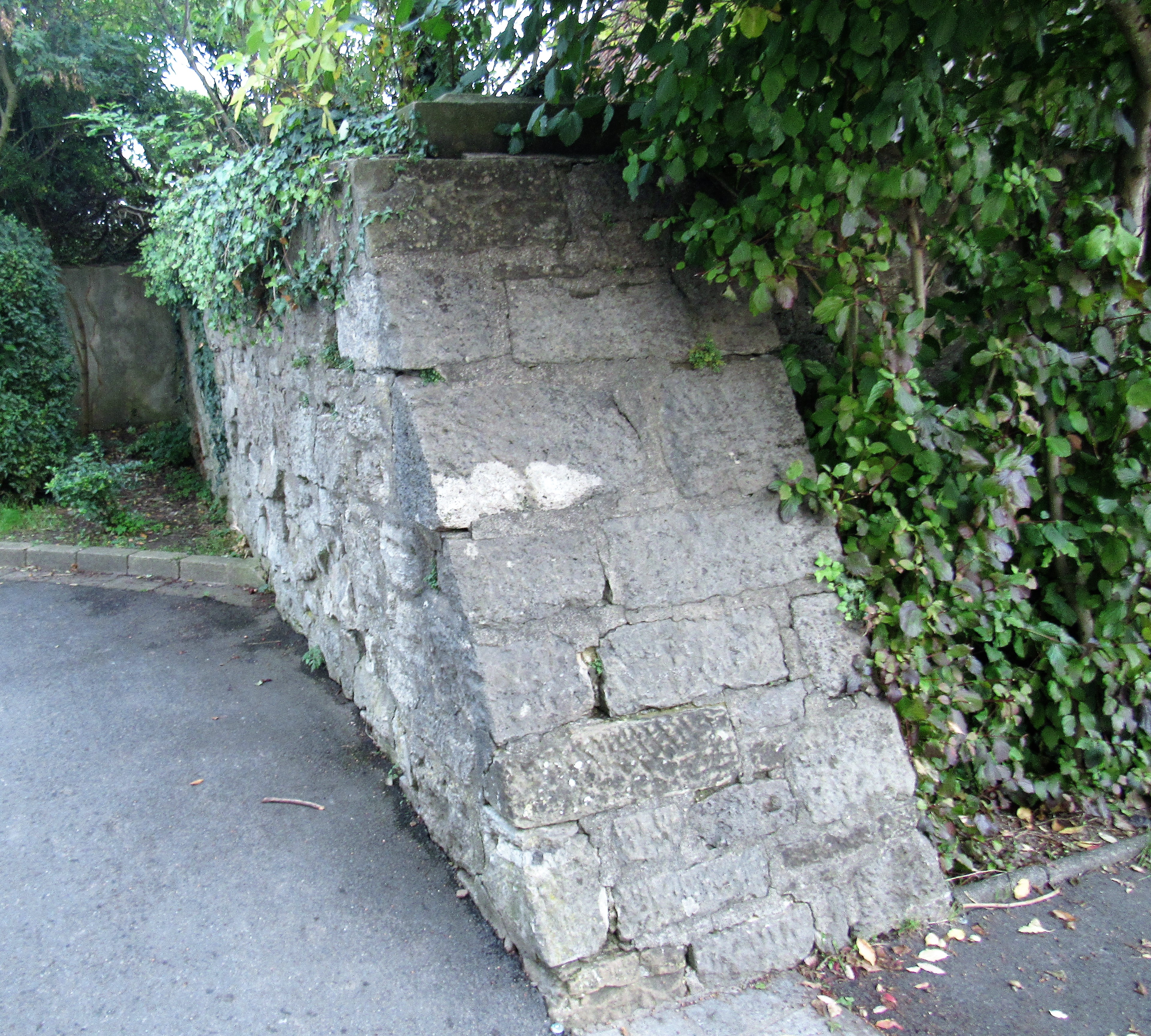
Ortsmauer Ramsthaler Straße 1 a

## Baudenkmäler nach Ortsteilen

### Oerlenbach
| Lage                           | Objekt           | Beschreibung | Akten-Nr.    | Bild           |
| ------------------------------ | ---------------- | --- | ------------ | -------------- |
| Gries (Standort)               | Wegkreuz         | Kruzifix auf Postament mit Inschrift, darauf altarähnlicher Aufbau mit Reliefdarstellung der Monstranz, flankiert von zwei adorierenden Engeln, Sandstein, bezeichnet „1891“                                          | D-6-72-140-4 | BW             |
| Heuringsbaum ()                | Wegkreuz         | Kruzifix auf Postament mit Inschriftenkartusche und Putten, Corpus stark verwittert, Arme durch Kunststein ersetzt, Sandstein, bezeichnet „1848“; nicht nachqualifiziert, im Bayerischen Denkmal-Atlas nicht kartiert | D-6-72-140-7 |                |
| Krumme Wiese (Standort)        | Prozessionsaltar | Baldachinartiger Aufbau mit Relieftafelrückwand mit Dreifaltigkeitsdarstellung und dem Evangelisten Lukas als Bekrönungsfigur, auf Tischsockel mit Inschriftenkartusche, Sandstein, barock, bezeichnet „1799“         | D-6-72-140-1 | weitere Bilder |
| Nähe Heglerstraße (Standort)   | Wegkreuz         | Kruzifix auf Tischsockel mit Inschriftenfeldern, Sandstein, bezeichnet „1890“ | D-6-72-140-5 | weitere Bilder |
| Nähe Kapellenstraße (Standort) | Kapelle          | Kleiner, massiver Saalbau mit eingezogenem Chor und Satteldach, Hausteinmauerwerk, zweite Hälfte 19. Jahrhundert, im Inneren Figur des Heiligen Sebastian, Holz, 18./19. Jahrhundert                                  | D-6-72-140-3 | weitere Bilder |
| Schulstraße 12 (Standort)      | Bildstock        | Reliefaufsatz mit Darstellung des Heiligen Wendelin mit Kreuzbekrönung, ionische Säule erneuert, Postament auf würfelförmigem Sockel, Sandstein, 1797                                                                 | D-6-72-140-6 | weitere Bilder |

### Ebenhausen
| Lage                                                         | Objekt                                              | Beschreibung | Akten-Nr.     | Bild           |
| ------------------------------------------------------------ | --------------------------------------------------- | --- | ------------- | -------------- |
| Bahnhofstraße 36 (Standort)                                  | Bahnhof, Stationsgebäude                            | Zweigeschossiger Sandsteinquaderbau mit dreigeschossigem Mittelrisalit, mit Walmdächern, 1871 | D-6-72-140-62 | weitere Bilder |
| Bahnhofstraße 36 (Standort)                                  | Bahnhof, zugehörige Bahnsteige                      | Mit Überdachungen und Geländern aus Guss- und Bandeisen; nach barrierefreien Umbau zurückgebaut | D-6-72-140-62 | weitere Bilder |
| Am Bahnhof (Standort)                                        | Bahnhof, Lagerschuppen                              | | D-6-72-140-62 | weitere Bilder |
| Brückenstraße (Standort)                                     | Bildstock                                           | Reliefaufsatz mit Pietàdarstellung vor dem Kreuzstamm, Seitenfiguren Petrus und Johannes der Evangelist, auf Rundsäule über würfelförmigem Postament, Sandstein, 1624                                                                      | D-6-72-140-18 | weitere Bilder |
| Eberzstraße 1 (Standort)                                     | Wegkreuz                                            | Kruzifix auf Tischsockel mit Inschrift, neugotisch, Sandstein, zweite Hälfte 19. Jahrhundert | D-6-72-140-9  | weitere Bilder |
| Elfäckerweg (Standort)                                       | Bildstock                                           | Reliefaufsatz mit Darstellung der Kreuzigung, Rückseite mit Inschrift, auf Vierkantschaft mit Wappenkartusche auf erneuertem Bruchsteinsockel, Sandstein, bezeichnet „1618“                                                                | D-6-72-140-23 | weitere Bilder |
| Hennebergstraße (Standort)                                   | Kreuzdachbildstock                                  | Reliefaufsatz mit Kreuzigungsszene mit Assistenzfiguren, auf Vierkantschaft mit Wappenkartusche auf erneuertem Bruchsteinsockel, Sandstein, bezeichnet „1514“ und „1697“                                                                   | D-6-72-140-14 | weitere Bilder |
| Hennebergstraße 2 (Standort)                                 | Hoftoranlage                                        | Sandstein, bezeichnet „1840“ | D-6-72-140-68 | weitere Bilder |
| Hennebergstraße 15, 17 (Standort)                            | Ehemaliger Judenhof                                 | Zweigeschossige, teilweise verputzte Fachwerkbauten mit Satteldächern, Vorderhaus mit Freitreppe und massiver Sockelzone, beide im Kern 18. Jahrhundert, Vordergebäude in der zweiten Hälfte 19. Jahrhundert verbreitert                   | D-6-72-140-58 | weitere Bilder |
| Kirchstraße 1 (Standort)                                     | Bildstock                                           | Ecce Homo-Darstellung, Freifigurengruppe mit Christus und einem Schächer, auf Rundsäule über Postament, auf erneuertem Bruchsteinsockel, Sandstein, bezeichnet „1717“                                                                      | D-6-72-140-13 | weitere Bilder |
| Kirchstraße 1 (Standort)                                     | Wohnhaus                                            | Zweigeschossiger Fachwerkbau mit massivem Erdgeschoss und Halbwalmdach, bezeichnet „1707“ | D-6-72-140-11 | weitere Bilder |
| Kirchstraße 3 (Standort)                                     | Katholische Pfarrkirche Allerheiligen               | Saalbau mit kleinem eingezogenen Chor und Chorturm, in klassizistischen Formen, 1819–23; mit Ausstattung | D-6-72-140-12 | weitere Bilder |
| Kreisstraße KG 4 (Standort)                                  | Bildstock                                           | Reliefaufsatz mit Darstellung des Christuskindes mit den 14 Nothelfern, Rückseite mit Marienkrönung und Bekrönungsfigur des Heiligen Georg, auf sechskantiger Säule über Tischsockel, in neugotischen Formen, Sandstein, bezeichnet „1863“ | D-6-72-140-22 | weitere Bilder |
| Merkleinstraße (Standort)                                    | Bildstock                                           | Dreiseitiger Reliefaufsatz mit Darstellungen der Kreuzigung, Maria als Himmelskönigin und Christus auf der Rast, auf kanneliertem Säulenschaft, über Postament, Sandstein, bezeichnet „1629“                                               | D-6-72-140-24 | weitere Bilder |
| Nähe Bahnhofstraße (Standort)                                | Heiligenfigur                                       | Freifigur der Maria auf Sockel mit Inschrift, Sandstein, bezeichnet „1872“ | D-6-72-140-8  | weitere Bilder |
| Nähe Schweinfurter Straße (Standort)                         | Bildstock                                           | Dreiseitiger Reliefaufsatz mit Darstellungen der Kreuzigung, Pietà sowie Maria als Himmelskönigin, auf kanneliertem Schaft mit Beschlagornamenten, über erneuertem Sockel, Sandstein, um 1630                                              | D-6-72-140-21 | weitere Bilder |
| Nähe Schweinfurter Straße; auf dem alten Friedhof (Standort) | Ehemaliges Friedhofskreuz                           | Kruzifix auf würfelförmigem Postament mit stilisiertem turmartigen Aufbau mit Zinnen, neugotisch, Ende 19. Jahrhundert | D-6-72-140-59 | weitere Bilder |
| Nähe Schweinfurter Straße; auf dem alten Friedhof (Standort) | Zwei Kreuzwegstationen                              | Relieftafel mit Bildszene und segmentbogigem Abschluss, über Sockel mit Reliefkranz und Inschrift, Ende 19. Jahrhundert | D-6-72-140-59 | weitere Bilder |
| Nähe Schweinfurter Straße; vor dem alten Friedhof (Standort) | Prozessionsaltar                                    | Baldachinartiger Aufbau mit von zwei Engeln präsentiertem Kreuz hinter gerafftem Vorhang, mit Kreuzschlepperaufsatz, auf halbrundem Sockel mit verwittertem St. Andreasrelief, Sandstein, bezeichnet „1720“                                | D-6-72-140-20 | weitere Bilder |
| Nähe Schweinfurter Straße; vor dem alten Friedhof (Standort) | Bildstock                                           | Blockartiger Reliefaufsatz mit Darstellungen der Kreuzigung mit Assistenzfiguren, Hl. Paulus sowie Inschrift, auf Vierkantschaft mit Wappenkartusche, über blockartigem Sockel, Sandstein, 1618                                            | D-6-72-140-19 | weitere Bilder |
| Pfarrgasse 3 (Standort)                                      | Ehem. Pfarrhof bzw. Bartholomitenpfarrhof           | Pfarrhaus, zweigeschossiger, verputzter Massivbau mit Satteldach über hohem Sockel, 1620 (dendro.dat.) | D-6-72-140-73 | BW             |
| Pfarrgasse 3 (Standort)                                      | Kleinviehstallung                                   | Bruchsteinmauerwerksbau mit Fachwerkgiebel und Satteldach, im Kern 18. Jh., 2. Hälfte 19. Jh. erneuert | D-6-72-140-73 | BW             |
| Pfarrgasse 3; Raiffeisenstraße 2 (Standort)                  | Gartenhaus                                          | Eingeschossiger, barocker Massivbau mit Walmdach, bez. 1732 | D-6-72-140-73 | BW             |
| Pfarrgasse 3 (Standort)                                      | Umfassungsmauer                                     | Bruchstein, wohl 18. Jh. | D-6-72-140-73 | BW             |
| Raiffeisenstraße 2 (Standort)                                | Wirtshausausleger                                   | Schmiedeeisernes Schild mit Hirschmotiv, zweite Hälfte 19. Jahrhundert | D-6-72-140-10 | weitere Bilder |
| Schloßstraße 2 (Standort)                                    | Bildstock                                           | Reliefaufsatz mit verwitterter Darstellung, ehem. Kreuzigung mit Assistenzfiguren, flankiert von Pilastern mit Fruchtgehängen, auf Rundsäule mit Volutenkapitell, auf Postament, über Steinbank, Sandstein, bezeichnet „1702“              | D-6-72-140-15 | weitere Bilder |
| Schloßstraße 14 (Standort)                                   | Ehemaliges Amtshaus (Amt Ebenhausen), heute Rathaus | Zweigeschossiger, traufständiger Halbwalmbau, 1745 von Balthasar Neumann | D-6-72-140-16 | weitere Bilder |

Schloss Ebenhausen
Ehemaliges Schloss, anstelle der hennebergischen Burganlage (bis 1353), danach würzburgischer Besitz, ab 1847 Ökonomiebetrieb.
- Wohntrakt (Lage), langgezogener, zweigeschossiger Massivbau mit Ecklisenen, Rundbogenportal und Walmdach, von Joseph Greising, vor 1719
- ehemaliger Schüttbau (Lage), dreigeschossiger Massivbau mit Satteldach und Volutengiebeln, mit südlichem, niederem Anbau mit Walmdach, 1587–1603, über mittelalterlicher Burganlage
- Nebengebäude (Lage), Fachwerkbau mit Satteldach, wohl 2. Hälfte 19. Jh.
- Reste der ehemaligen Schlossmauer, mit drei Rundtürmen, Bruchsteinmauerwerk, spätmittelalterlich, nach 1353

Aktennummer D-6-72-140-17 .

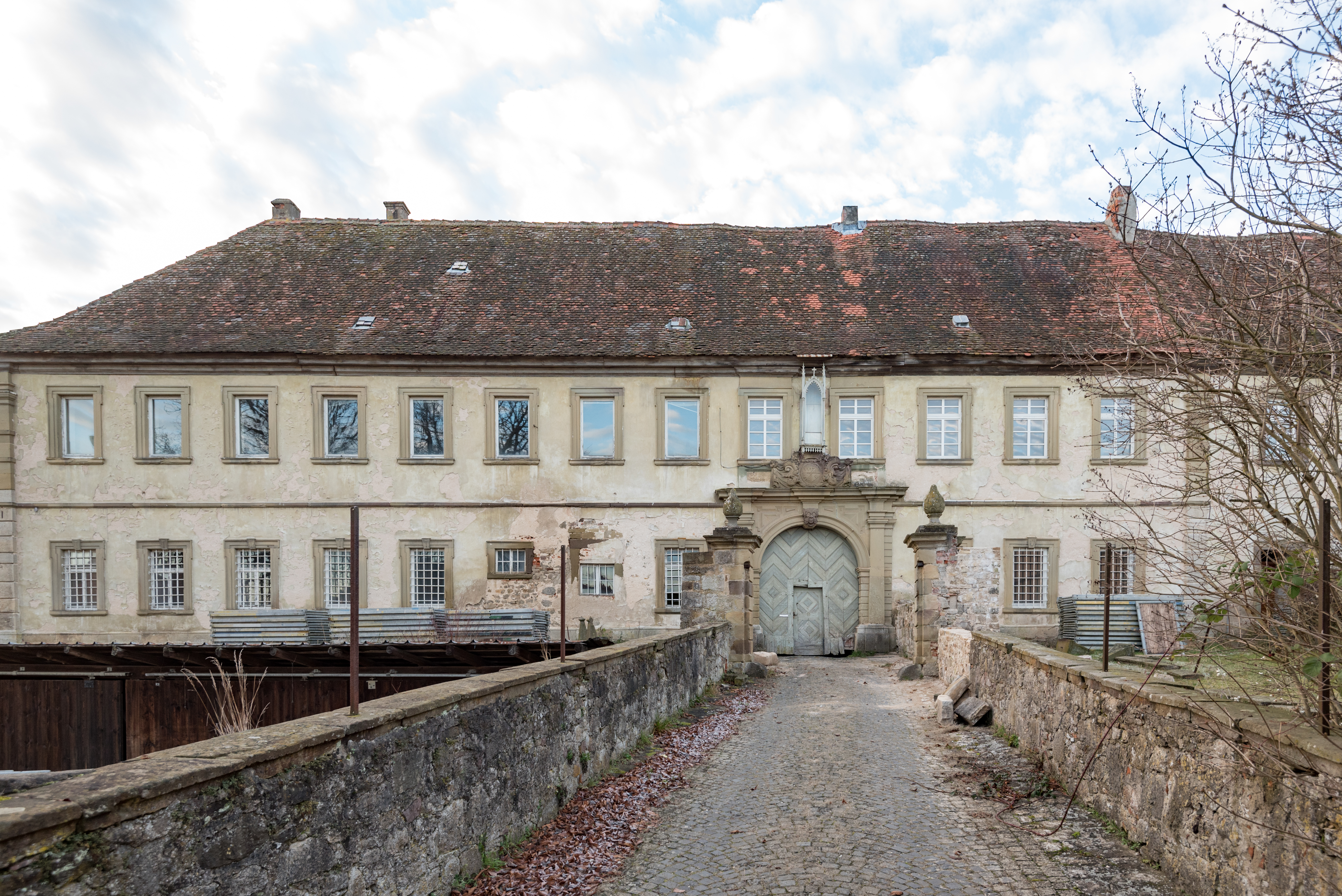
Wohntrakt
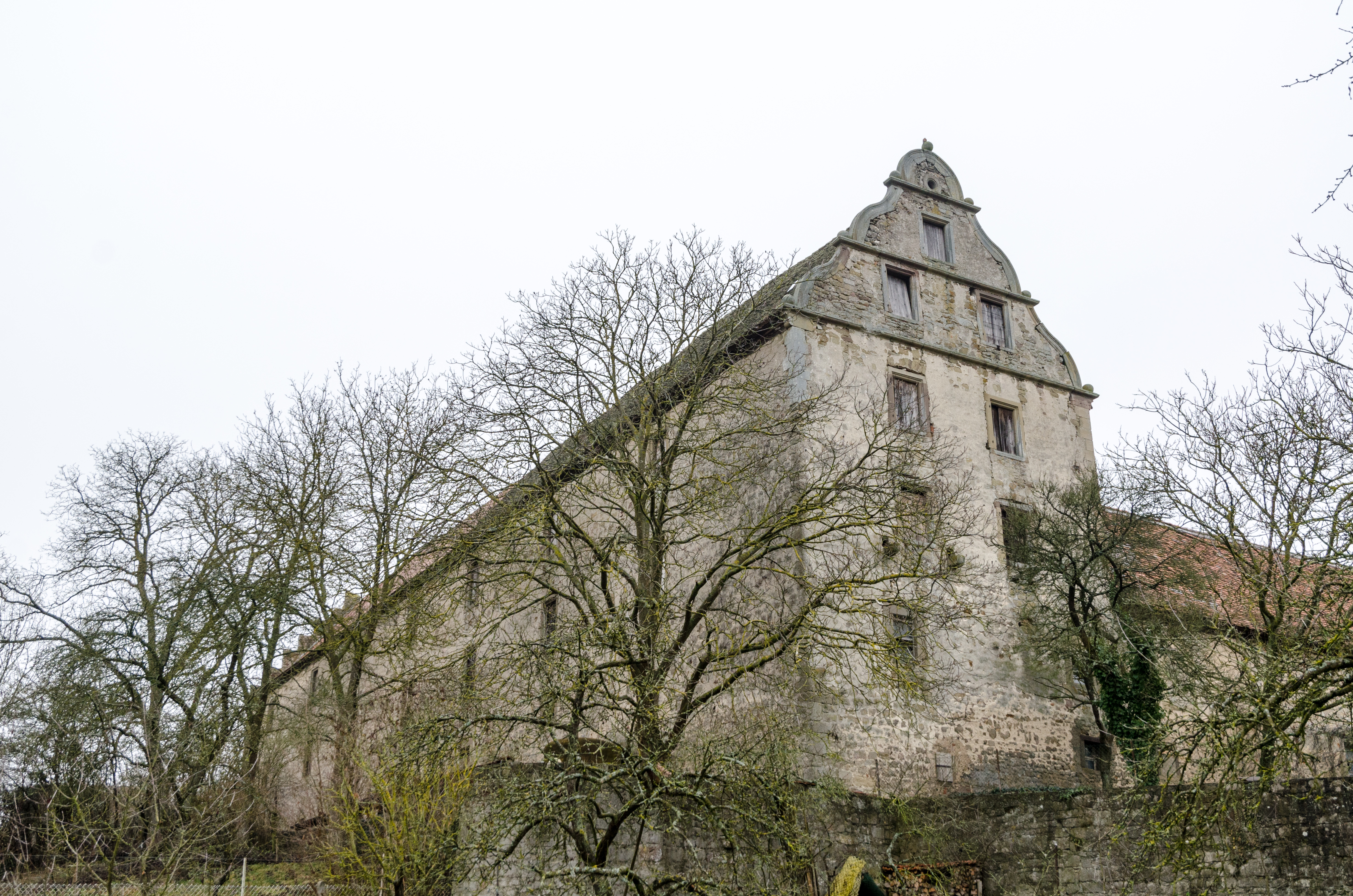
Schüttbau

### Eltingshausen
| Lage                                                 | Objekt                                    | Beschreibung | Akten-Nr.     | Bild                     |
| ---------------------------------------------------- | ----------------------------------------- | --- | ------------- | ------------------------ |
| Alte Eltingshausener Straße; Herlingsberg (Standort) | Wegkreuz                                  | Kruzifix auf Tischsockel mit Inschrift, Corpus aus Muschelkalk 1954 erneuert, Sandstein, bezeichnet „1876“                                                                               | D-6-72-140-43 | Wegkreuz                 |
| Am Höhrieth (Standort)                               | Kreuzdachbildstock, sogenannter Zollstock | Aufsatz mit Reliefdarstellung der Kreuzigung und Inschrift, auf Rundsäule über Trogsockel, Sandstein, bezeichnet „1589“                                                                  | D-6-72-140-41 | BW                       |
| Eidelsweg (Standort)                                 | Bildstock                                 | Krabben- und maßwerkverzierter Reliefaufsatz in Form eines Kirchenqurschnittes, darin Pietàdarstellung, auf Vierkantschaft über Tischsockel mit Inschrift, Sandstein, bezeichnet „1866“  | D-6-72-140-42 | weitere Bilder           |
| Kissinger Straße 1 (Standort)                        | Bildstock                                 | Reliefaufsatz mit Darstellung der Kreuzigung Christi mit Stifterfiguren und Kreuzbekrönung, auf Rundsäule über Tischsockel mit verwitterter Inschriftenkartusche, Sandstein, wohl 1622   | D-6-72-140-27 | weitere Bilder           |
| Lotter (Standort)                                    | Wegkreuz                                  | Kruzifix auf Tischsockel mit ornamentierter Deckplatte und Inschrift in Girlandenkartusche, Sandstein, bezeichnet „1841“                                                                 | D-6-72-140-39 | Wegkreuz                 |
| Lotter (Standort)                                    | Flurkreuz                                 | Kruzifix auf Tischsockel mit dreibogigem Inschriftenfeld, Sandstein, bezeichnet „1858“                                                                                                   | D-6-72-140-38 | Flurkreuz                |
| Nähe Kissinger Straße (Standort)                     | Friedhofskreuz                            | Kruzifix mit Inschriftenfeld am unteren Kreuzstamm, über Tischsockel mit Rocailleornament, Sandstein, bezeichnet „1772“                                                                  | D-6-72-140-26 | Friedhofskreuz           |
| Peint (Standort)                                     | Kreuzdachbildstock                        | Monolithische Bildsäule, Aufsatz mit Reliefdarstellung der Kreuzigung mit Assistenzfiguren und Blendmaßwerk, auf Vierkantschaft mit Inschrift, Muschelkalk, bezeichnet „1583“ und „1584“ | D-6-72-140-40 | Kreuzdachbildstock       |
| Rosenstraße 1 (Standort)                             | Ehemaliges Wohnstallhaus                  | Zweigeschossiger, traufständiger Satteldachbau mit massivem Erdgeschoss und Fachwerkobergeschoss, 1819                                                                                   | D-6-72-140-28 | Ehemaliges Wohnstallhaus |
| Rosenstraße 17 (Standort)                            | Wegkreuz                                  | Kruzifix auf Postament mit Blattgirlanden, darin Inschriften, Kreuzstamm mit reliefierten Vierpässen, Sandstein, bezeichnet „1850“                                                       | D-6-72-140-29 | weitere Bilder           |
| Sankt-Martin-Straße 2 (Standort)                     | Katholische Pfarrkirche St. Martin        | Saalbau mit eingezogenem Chor und Chorturm, dieser im Untergeschoss romanisch, im 14. und 19. Jahrhundert erhöht, Langhaus 1744–46; mit Ausstattung                                      | D-6-72-140-25 | weitere Bilder           |
| Sankt-Martin-Straße 3 (Standort)                     | Hoftoranlage                              | Einfaches Hoftor mit Sandsteingewände und Pforte mit Supraporte mit der Darstellung der Marienkrönung, bezeichnet „1834“                                                                 | D-6-72-140-30 | Hoftoranlage             |
| Sankt-Martin-Straße 6 (Standort)                     | Hoftoranlage                              | Hoftor und Pforte mit Supraporte mit Verkündigungsrelief, Sandstein, zweite Hälfte 19. Jahrhundert                                                                                       | D-6-72-140-31 | Hoftoranlage             |
| Sankt-Martin-Straße 9 (Standort)                     | Hoftoranlage                              | Hoftor und Rundbogenpforte, in separater Nische Kreuzschlepper, Sandstein, wohl ehemalige Portalbekrönung, 18. Jahrhundert                                                               | D-6-72-140-32 | weitere Bilder           |
| Sankt-Martin-Straße 13 (Standort)                    | Ehemaliges Pfarrhaus                      | Zweigeschossiger, giebelständiger Massivbau mit Satteldach, Eckquaderung und Guter-Hirte-Relief, zweite Hälfte 19. Jahrhundert                                                           | D-6-72-140-33 | Ehemaliges Pfarrhaus     |
| Sankt-Martin-Straße 14 (Standort)                    | Hausfigur                                 | Vesperbild in spitzbogiger Figurennische, Sandstein, 18./19. Jahrhundert | D-6-72-140-34 | Hausfigur                |
| Sankt-Martin-Straße 16 (Standort)                    | Hausfigur                                 | Kreuzigungsrelief mit Assistenzfiguren, in neugotischer, stilisierter Kirchenkulisse, Sandstein, zweite Hälfte 19. Jahrhundert                                                           | D-6-72-140-35 | weitere Bilder           |
| Wittelsbacher Straße (Standort)                      | Bildstock                                 | Reliefaufsatz mit Darstellung der Kreuzung samt Assistenzfiguren, Schmalseiten mit Heiligen Petrus und Paulus, auf Rundsäule über würfelförmigem Postament, Sandstein, bezeichnet „1703“ | D-6-72-140-37 | Bildstock                |

### Rottershausen
| Lage                                                              | Objekt                                               | Beschreibung | Akten-Nr.     | Bild |
| ----------------------------------------------------------------- | ---------------------------------------------------- | --- | ------------- | --- |
| Domstraße 1 (Standort)                                            | Bildstock                                            | Reliefaufsatz mit Darstellung der Kreuzigung, Rückseite mit Inschrift, an den Seiten Evangelist Johannes und Petrus, auf Rundsäule über modernem Sockel, Sandstein, bezeichnet „1625“                                 | D-6-72-140-45 | weitere Bilder |
| Domstraße 24 (Standort)                                           | Katholische Filialkirche St. Dionysius               | Saalbau mit eingezogenem Chor und ausgeprägtem Querhaus, 1859, sowie östlichem Turm mit Zwiebelhaube, im Kern spätmittelalterlich; mit Ausstattung                                                                    | D-6-72-140-47 | weitere Bilder |
| Obere Dorfstraße 7 (Standort)                                     | Ehemalige Hausfigur                                  | Freifigur der Maria Immaculata, Sandstein, bezeichnet „1750“ | D-6-72-140-49 | weitere Bilder |
| Rannunger Weg (Standort)                                          | Kreuzschlepper                                       | Figur des kreuztragenden Heilands auf Rundsäule über würfelförmigem Postament, Sandstein, bezeichnet „1789“ | D-6-72-140-56 | weitere Bilder |
| Roter Rain (Standort)                                             | Wegkreuz                                             | Kruzifix auf Tischsockel mit Inschrift, Sandstein, bezeichnet „1895“ | D-6-72-140-44 | weitere Bilder |
| Rück (Standort)                                                   | Sühnekreuz                                           | Grob gehauenes Steinkreuz mit Inschrift, Sandstein, bezeichnet „1664“ | D-6-72-140-55 | weitere Bilder |
| Untere Dorfstraße (Standort)                                      | Bildstock                                            | Reliefaufsatz mit Kreuzbekrönung und Darstellung der Kreuzigung mit Assistenzfiguren, Rückseite mit Inschrift, auf Rundsäule über modernem Sockel, Sandstein, bezeichnet „1625“                                       | D-6-72-140-53 | weitere Bilder |
| Untere Dorfstraße (Standort)                                      | Denkmal für die Heimkehrer aus dem Krieg von 1870/71 | Freifigur einer Maria auf gebauchtem, ornamentiertem Sockel über Sockel mit den Namen der Heimkehrer, Sandstein, bezeichnet „1872“                                                                                    | D-6-72-140-50 | weitere Bilder |
| Untere Dorfstraße 2 (Standort)                                    | Prozessionsaltar                                     | Baldachinbekrönter Reliefaufsatz mit Darstellung der 14 Nothelfer sowie der Heiligen Dreifaltigkeit, Evangelist Lukas als Bekrönungsfigur, auf flachem Unterbau mit Ornament, Sandstein, erste Hälfte 18. Jahrhundert | D-6-72-140-51 | weitere Bilder |
| Untere Dorfstraße 7 (Standort)                                    | Ehemaliges Wohnstallhaus                             | Zweigeschossiger Krüppelwalmdachbau mit massivem Erdgeschoss und Fachwerkobergeschoss, mit Pietà-Hausfigur, 18./erste Hälfte 19. Jahrhundert                                                                          | D-6-72-140-52 | weitere Bilder |
| Bahnlinie Schweinfurt - Meiningen (bei Bahn-km 19,988) (Standort) | Eisenbahntunnel                                      | 1874 (teilweise im Gebiet der Gemeinde Rannungen) | D-6-72-143-32 | [[Vorlage:Bilderwunsch/code!/C:50.178872,10.179345!/D:Bahnlinie Schweinfurt - Meiningen (bei Bahn-km 19,988), Eisenbahntunnel!/\|BW]] |

## Abgegangene Baudenkmäler
In diesem Abschnitt sind Objekte aufgeführt, die früher einmal in der Denkmalliste eingetragen waren, jetzt aber nicht mehr existieren, z. B. weil sie abgebrochen wurden. Aktennummern in diesem Abschnitt sind ehemalige, jetzt nicht mehr gültige Aktennummern.

| Lage                                         | Objekt   | Beschreibung | Akten-Nr.     | Bild           |
| -------------------------------------------- | -------- | --- | ------------- | -------------- |
| Schwarze Pfütze Schwarze Pfütze 1 (Standort) | Gasthaus | Zweigeschossiger, verputzter Krüppelwalmdachbau mit massivem Erdgeschoss und Fachwerkobergeschoss, 1819; größtenteils bei einem Brand am 6. Dezember 2013 ausgebrannt, 2023 abgebrochen | D-6-72-140-57 | weitere Bilder |